# Allactaga firouzi
Allactaga firouzi е вид бозайник от семейство Тушканчикови (Dipodidae).

## Разпространение
Видът е разпространен в Иран.